# Evander Kane
Evander Kane (* 2. srpna 1991, Vancouver, Britská Kolumbie) je kanadský hokejový útočník hrající v týmu Vancouver Canucks.
8. ledna 2022 bylo oznámeno, že končí v San Jose Sharks i v San Jose Barracuda za porušování a nerespektování opatření proti Covidu v AHL. Tím se stává volným hráčem.
27. ledna 2022 se dohodl na roční smlouvě s Edmonton Oilers.

## Úspěchy

### Individuální úspěchy
- WHL (West) 1. All-Star Team – 2009

### Kolektivní úspěchy
- Vítěz WHL – 2005-06
- Vítěz Memorial Cupu – 2007
- Zlatá medaile z MSJ – 2009

## Klubové statistiky
| Sezona     | Klub                        | Soutěž     | Základní část | Základní část | Základní část | Základní část | Základní část | Play off | Play off | Play off | Play off | Play off |
| Sezona     | Klub                        | Soutěž     | Z             | G             | A             | B             | TM            | Z        | G        | A        | B        | TM       |
| ---------- | --------------------------- | ---------- | ------------- | ------------- | ------------- | ------------- | ------------- | -------- | -------- | -------- | -------- | -------- |
| 2005/06    | North Shore Winter Club     | Dorost     | 66            | —             | —             | 140           | —             | —        | —        | —        | —        | —        |
| 2006/07    | Greater Vancouver Canadians | BCMML      | 30            | 22            | 32            | 54            | 150           | —        | —        | —        | —        | —        |
| 2006/07    | Vancouver Giants            | WHL        | 8             | 1             | 0             | 1             | 11            | 5        | 0        | 0        | 0        | 0        |
| 2007/08    | Vancouver Giants            | WHL        | 65            | 24            | 17            | 41            | 66            | 10       | 1        | 2        | 3        | 8        |
| 2008/09    | Vancouver Giants            | WHL        | 61            | 48            | 48            | 96            | 89            | 17       | 7        | 8        | 15       | 45       |
| 2009/10    | Atlanta Thrashers           | NHL        | 66            | 14            | 12            | 26            | 62            | —        | —        | —        | —        | —        |
| 2010/11    | Atlanta Thrashers           | NHL        | 72            | 19            | 24            | 43            | 68            | —        | —        | —        | —        | —        |
| 2011/12    | Winnipeg Jets               | NHL        | 74            | 30            | 27            | 57            | 53            | —        | —        | —        | —        | —        |
| 2012/13    | HK Dynamo Minsk             | KHL        | 12            | 1             | 1             | 2             | 47            | —        | —        | —        | —        | —        |
| 2012/13    | Winnipeg Jets               | NHL        | 48            | 17            | 16            | 33            | 80            | —        | —        | —        | —        | —        |
| 2013/14    | Winnipeg Jets               | NHL        | 63            | 19            | 22            | 41            | 66            | —        | —        | —        | —        | —        |
| 2014/15    | Winnipeg Jets               | NHL        | 37            | 10            | 12            | 22            | 56            | —        | —        | —        | —        | —        |
| 2015/16    | Buffalo Sabres              | NHL        | 65            | 20            | 15            | 35            | 91            | —        | —        | —        | —        | —        |
| 2016/17    | Buffalo Sabres              | NHL        | 70            | 28            | 15            | 43            | 113           | —        | —        | —        | —        | —        |
| 2017/2018  | Buffalo Sabres              | NHL        | 61            | 20            | 20            | 40            | 57            | —        | —        | —        | —        | —        |
| 2017/2018  | San Jose Sharks             | NHL        | 17            | 9             | 5             | 14            | 25            | 9        | 4        | 1        | 5        | 23       |
| 2018/2019  | San Jose Sharks             | NHL        | 75            | 30            | 26            | 56            | 153           | 20       | 2        | 6        | 8        | 61       |
| 2019/2020  | San Jose Sharks             | NHL        | 64            | 26            | 21            | 47            | 122           | —        | —        | —        | —        | —        |
| 2020/2021  | San Jose Sharks             | NHL        | 56            | 22            | 27            | 49            | 42            | —        | —        | —        | —        | —        |
| 2021/2022  | San Jose Barracuda          | AHL        | 5             | 2             | 6             | 8             | 2             | —        | —        | —        | —        | —        |
| 2021/2022  | Edmonton Oilers             | NHL        | 43            | 22            | 17            | 39            | 60            | 15       | 13       | 4        | 17       | 37       |
| 2022/2023  | Edmonton Oilers             | NHL        |               |               |               |               |               |          |          |          |          |          |
| NHL celkem | NHL celkem                  | NHL celkem | 812           | 286           | 259           | 545           | 1048          | 44       | 19       | 11       | 30       | 121      |

### Reprezentační statistiky
| 2008                   | Kanada 18'             | MIH                    | 4  | 1 | 3 | 4  | 6  |
| 2009                   | Kanada 20'             | MSJ                    | 6  | 2 | 4 | 6  | 2  |
| 2010                   | Kanada                 | MS                     | 7  | 2 | 2 | 4  | 6  |
| 2011                   | Kanada                 | MS                     | 7  | 0 | 2 | 2  | 4  |
| 2012                   | Kanada                 | MS                     | 8  | 4 | 3 | 7  | 2  |
| Juniorská reprezentace | Juniorská reprezentace | Juniorská reprezentace | 10 | 3 | 7 | 10 | 8  |
| Seniorská reprezentace | Seniorská reprezentace | Seniorská reprezentace | 22 | 6 | 7 | 13 | 12 |